# Метод Гаусса (определение орбиты)
Ме́тод Га́усса в небесной механике и астродинамике используется для первоначального определения параметров орбиты небесного тела по трём наблюдениям.
На практике для увеличения точности используется больше наблюдений, но в теории достаточно трёх. Кроме небесных координат объекта, необходимыми сведениями являются моменты наблюдений и земные координаты пунктов наблюдения.

## История
В 1801 году была открыта Церера, но в течение некоторого времени её наблюдения были затруднены из-за близости к Солнцу, после чего было трудно снова найти её на небе. Карл Фридрих Гаусс поставил себе задачу определения её орбиты по имевшимся наблюдениям, за счёт чего и приобрёл мировую известность. Однако описанный ниже метод годится только для определения орбит с фокусом в теле, с которого ведутся наблюдения, так что задача Гаусса была сложнее.

## Вектор положения наблюдателя

Геоцентрическая (θ) и геодезическая (ϕ) широта

Вектор положения наблюдателя (в экваториальной системе координат) можно вычислить, зная широту места наблюдения и местное звёздное время:
{\displaystyle \mathbf {R_{n}} =\left[{R_{e} \over {\sqrt {1-(2f-f^{2})\sin ^{2}\phi _{n}}}}+H_{n}\right]\cos \phi _{n}(\cos \theta _{n}\ \mathbf {\hat {I}} +\sin \theta _{n}\ \mathbf {\hat {J}} )+\left[{R_{e}(1-f)^{2} \over {\sqrt {1-(2f-f^{2})\sin ^{2}\phi _{n}}}}+H_{n}\right]\sin \phi _{n}\ \mathbf {\hat {K}} }
или:
{\displaystyle \mathbf {R_{n}} =R_{e}\cos \phi '_{n}\cos \theta _{n}\ \mathbf {\hat {I}} +R_{e}\cos \phi '_{n}\sin \theta _{n}\ \mathbf {\hat {J}} +R_{e}\sin \phi '_{n}\ \mathbf {\hat {K}} ,}
где:
- {\displaystyle \mathbf {R_{n}} } — вектор положения наблюдателя;
- {\displaystyle R_{e}} — экваториальный радиус тела, на котором находится наблюдатель;
- {\displaystyle f} — сплюснутость тела у полюсов (например, для Земли — 0.003353);
- {\displaystyle \phi _{n}} — геодезическая широта;
- {\displaystyle \phi '_{n}} — геоцентрическая широта;
- {\displaystyle H_{n}} — высота;
- {\displaystyle \theta _{n}} — местное звёздное время.

## Вектор направления на объект
Вектор направления на объект может быть вычислен с помощью склонения и прямого восхождения:
{\displaystyle \mathbf {{\hat {\rho }}_{n}} =\cos \delta _{n}\cos \alpha _{n}\ \mathbf {\hat {I}} +\cos \delta _{n}\sin \alpha _{n}\ \mathbf {\hat {J}} +\sin \delta _{n}\ \mathbf {\hat {K}} },
где:
- {\displaystyle \mathbf {{\hat {\rho }}_{n}} } — единичный вектор направления на объект;
- {\displaystyle \delta _{n}} — склонение;
- {\displaystyle \alpha _{n}} — прямое восхождение.

## Определение орбиты
Далее нужно получить вектор расстояния до объекта, а не только единичный вектор направления на него.

### Шаг 1
Вычисляются интервалы между наблюдениями:
{\displaystyle \tau _{1}=t_{1}-t_{2}}
{\displaystyle \tau _{3}=t_{3}-t_{2}}
{\displaystyle \tau =t_{3}-t_{1},}
где {\displaystyle t_{n}} — моменты наблюдений.

### Шаг 2
Вычисляются векторные произведения:
{\displaystyle \mathbf {p_{1}} =\mathbf {{\hat {\rho }}_{2}} \times \mathbf {{\hat {\rho }}_{3}} }
{\displaystyle \mathbf {p_{2}} =\mathbf {{\hat {\rho }}_{1}} \times \mathbf {{\hat {\rho }}_{3}} }
{\displaystyle \mathbf {p_{3}} =\mathbf {{\hat {\rho }}_{1}} \times \mathbf {{\hat {\rho }}_{2}} }

### Шаг 3
Вычисляются смешанные произведения:
{\displaystyle D_{0}=\mathbf {{\hat {\rho }}_{1}} \cdot \mathbf {p_{1}} =\mathbf {{\hat {\rho }}_{1}} \cdot (\mathbf {{\hat {\rho }}_{2}} \times \mathbf {{\hat {\rho }}_{3}} )}
{\displaystyle D_{11}=\mathbf {R_{1}} \cdot \mathbf {p_{1}} \qquad D_{12}=\mathbf {R_{1}} \cdot \mathbf {p_{2}} \qquad D_{13}=\mathbf {R_{1}} \cdot \mathbf {p_{3}} }
{\displaystyle D_{21}=\mathbf {R_{2}} \cdot \mathbf {p_{1}} \qquad D_{22}=\mathbf {R_{2}} \cdot \mathbf {p_{2}} \qquad D_{23}=\mathbf {R_{2}} \cdot \mathbf {p_{3}} }
{\displaystyle D_{31}=\mathbf {R_{3}} \cdot \mathbf {p_{1}} \qquad D_{32}=\mathbf {R_{3}} \cdot \mathbf {p_{2}} \qquad D_{33}=\mathbf {R_{3}} \cdot \mathbf {p_{3}} }

### Шаг 4
Вычисляются позиционные коэффициенты:
{\displaystyle A={\frac {1}{D_{0}}}\left(-D_{12}{\frac {\tau _{3}}{\tau }}+D_{22}+D_{32}{\frac {\tau _{1}}{\tau }}\right)}
{\displaystyle B={\frac {1}{6D_{0}}}\left[D_{12}\left(\tau _{3}^{2}-\tau ^{2}\right){\frac {\tau _{3}}{\tau }}+D_{32}\left(\tau ^{2}-\tau _{1}^{2}\right){\frac {\tau _{1}}{\tau }}\right]}
{\displaystyle E=\mathbf {R_{2}} \cdot \mathbf {{\hat {\rho }}_{2}} }

### Шаг 5
Вычисляется модуль вектора положения наблюдателя в момент второго наблюдения:
{\displaystyle {R_{2}}^{2}=\mathbf {R_{2}} \cdot \mathbf {R_{2}} }

### Шаг 6
Вычисляются коэффициенты полинома для поиска расстояния:
{\displaystyle a=-\left(A^{2}+2AE+{R_{2}}^{2}\right)}
{\displaystyle b=-2\mu B(A+E)}
{\displaystyle c=-\mu ^{2}B^{2},}
где {\displaystyle \mu } — гравитационный параметр тела, вокруг которого происходит вращение.

### Шаг 7
Ищутся решения уравнения:
{\displaystyle {r_{2}}^{8}+a{r_{2}}^{6}+b{r_{2}}^{3}+c=0,}
где {\displaystyle r_{2}} — расстояние до объекта в момент второго наблюдения.
У кубического уравнения может быть до трёх действительных корней. В случае, если их больше одного, необходимо проверить каждый из них.

### Шаг 8
Вычисляются расстояния от точек наблюдения до объекта в каждый из моментов наблюдений:
{\displaystyle \rho _{1}={\frac {1}{D_{0}}}\left[{\frac {6\left(D_{31}{\dfrac {\tau _{1}}{\tau _{3}}}+D_{21}{\dfrac {\tau }{\tau _{3}}}\right){r_{2}}^{3}+\mu D_{31}\left(\tau ^{2}-{\tau _{1}}^{2}\right){\dfrac {\tau _{1}}{\tau _{3}}}}{6{r_{2}}^{3}+\mu \left(\tau ^{2}-{\tau _{3}}^{2}\right)}}-D_{11}\right]}
{\displaystyle \rho _{2}=A+{\frac {\mu B}{{r_{2}}^{3}}}}
{\displaystyle \rho _{3}={\frac {1}{D_{0}}}\left[{\frac {6\left(D_{13}{\dfrac {\tau _{3}}{\tau _{1}}}-D_{23}{\dfrac {\tau }{\tau _{1}}}\right){r_{2}}^{3}+\mu D_{13}\left(\tau ^{2}-{\tau _{3}}^{2}\right){\dfrac {\tau _{3}}{\tau _{1}}}}{6{r_{2}}^{3}+\mu \left(\tau ^{2}-{\tau _{1}}^{2}\right)}}-D_{33}\right]}

### Шаг 9
Вычисляются позиционные вектора объекта (в экваториальной системе координат):
{\displaystyle \mathbf {r_{1}} =\mathbf {R_{1}} +\rho _{1}\mathbf {{\hat {\rho }}_{1}} }
{\displaystyle \mathbf {r_{2}} =\mathbf {R_{2}} +\rho _{2}\mathbf {{\hat {\rho }}_{2}} }
{\displaystyle \mathbf {r_{3}} =\mathbf {R_{3}} +\rho _{3}\mathbf {{\hat {\rho }}_{3}} }

### Шаг 10
Вычисляются коэффициенты Лагранжа. Из-за этого пункта определение орбит становится неточным:
{\displaystyle f_{1}\approx 1-{\frac {1}{2}}{\frac {\mu }{{r_{2}}^{3}}}{\tau _{1}}^{2}}
{\displaystyle f_{3}\approx 1-{\frac {1}{2}}{\frac {\mu }{{r_{2}}^{3}}}{\tau _{3}}^{2}}
{\displaystyle g_{1}\approx \tau _{1}-{\frac {1}{6}}{\frac {\mu }{{r_{2}}^{3}}}{\tau _{1}}^{3}}
{\displaystyle g_{3}\approx \tau _{3}-{\frac {1}{6}}{\frac {\mu }{{r_{2}}^{3}}}{\tau _{3}}^{3}}

### Шаг 11
Вычисляется вектор скорости объекта в момент второго наблюдения (в экваториальной системе координат):
{\displaystyle \mathbf {v_{2}} ={\frac {1}{f_{1}g_{3}-f_{3}g_{1}}}\left(-f_{3}\mathbf {r_{1}} +f_{1}\mathbf {r_{3}} \right)}

### Шаг 12
Теперь известно положение и скорость объекта в один момент времени. Значит, возможно определить параметры орбиты.